# سر النجاح (كتاب)
سر النجاح (بالإنجليزية: Self-Help)‏ وهو عبارة عن كتاب لصموئيل سمايلز تم نشره عام 1859م وقد قام بترجمته إلى اللغة العربية عالِم وأديب وصحفي البناني يعقوب صرُّوف في عام 1922م.

## المحتوى
لم يكن سمايلز ناجحًا في حياته المهنية كطبيب أو صحفي حيث انضم إلى العديد من المشاريع التعاونية لكنها فشلت بسبب نقص في رأس المال، وبعد خيبة أمل وبتعاده عن فكرة أدب المدينة الفاضلة للطبقة الوسطى وجد أخيراً ملاذاً فكرياً وشهرة وطنية في عزلة وتطوير الذات وامتدح فضائلها بالصناعة والمثابرة.
سمايلز بنى حجته على ثلاثة مفاهيم من عصر التنوير في القرن الثامن عشر منها مفهوم الحتمية البيئية إلى ظهور المكون «السلبي» في فكره. وقد سمح له ذلك بالمطالبة بإزالة، من خلال تدخل الحكومة، للعوائق الرئيسية التي حالت دون التطور الكامل للفرد. والموضوع الثاني هو أن هيئة التدريس الفكرية للإنسان قد نضجت أخيرًا. وقد دفعه ذلك إلى التأكيد على الدور «النشط» والتأكيد على التعليم الذاتي والمساعدة الذاتية. أخيرًا افترض وجود نظام طبيعي مفيد.

### مواضيع الكتاب
1. في الاعتماد على النفس
2. في أرباب الصنائع
3. في الخزافين العظام
4. في المزاولة والثبات
5. في الفرص ومعدات النجاح
6. في المصورين والنقاشين
7. في العمل وأعيان الأمة
8. في النشاط والشجاعة
9. في رجال الأعمال
10. في استعمال المال
11. في تعليم الإنسان لنفسهٍ
12. في القدوة
13. في الأدب والأطف

## روابط خارجية
- سر النجاح على موقع مؤسسة هنداوي للتعليم والثقافة
- سر النجاح على موقع مكتبة قطر الوطنية